# Coxsackie virus
I Coxsackie sono virus citolitici della famiglia dei Picornaviridae, degli Enterovirus. Ci sono 61 enterovirus non poliomielitici che possono causare malattie umane, di questi 23 sono Coxsackie A  e 6 sono Coxsackie B. Gli Enterovirus sono il secondo più comune agente infettante virale nella specie umana (dopo i Rhinovirus).
La classificazione moderna non prevede che il genere Enterovirus abbia come uno dei suoi gruppi i Coxsackievirus (prima del 1960, assieme ai Poliovirus e Echovirus), ma sia diviso, più rigorosamente, nelle specie Poliovirus, Enterovirus umani A (con vari Coxsackie A) e Enterovirus umani B (con i Coxsackie B), Enterovirus umani C (con altri Coxsackie A), Enterovirus umani D. Inoltre due Coxsakie (A4 e A6) non sono ancora stati assegnati a nessuna delle precedenti specie.

## Storia
I virus Coxsackie sono stati scoperti nel 1948-49 da Gilbert Dalldorf, presso il New York State Department of Health di Albany, New York. 
Il Dott. Dalldorf, in collaborazione con Grace Sickles, stavano studiando una cura per la poliomielite. I primi lavori, fatti sulle scimmie, suggerirono che fluidi ricavati da una preparazione di virus non poliomielitici potesse proteggere dagli effetti della polio. Usando topini neonati come vettore, Dalldorf tentò di isolare questi virus protettivi dalle feci dei pazienti poliomielitici. Procedendo con tali studi, egli scoprì virus che imitavano una poliomielite blanda o non paralizzante. A tali virus fu dato il nome di Coxsackie, per un piccolo paese sul fiume Hudson nello stato di New York dove Dalldorf aveva ottenuto i primi campioni di feci. 
Successivamente i Coxsackievirus furono indicati quali causa di numerose infezioni, inclusa la mialgia o pleurodinia epidemica (Malattia di Bornholm), e furono successivamente divisi in un gruppo A e B basato su quale patologia producessero nei topini neonati. 
L'uso di topi lattonzoli non fu un'idea di Dalldorf, ma fu portata alla sua attenzione da un articolo scritto da scienziati Danesi, Orskov e Andersen, nel 1947, che utilizzavano questi cuccioli per lo studio dei virus murini. Questo studio stimolò un'emulazione che portò all'isolamento di molti “virus enterici” dal tratto gastrointestinale non correlati con il poliovirus, e alcuni di questi risultarono anche oncogeni.
La scoperta dei Coxsackie, inoltre diede un'ulteriore evidenza al fatto che alcuni virus possono interferire nella crescita e replicazione di altri. Fu poi scoperto che tale interferenza è mediata da una sostanza prodotta dell'ospite animale, una proteina che oggi è conosciuta come interferone; 
che è diventata una molecola fondamentale nel trattamento di numerosi tumori e malattie infettive.
Successivamente, furono registrati molti casi di morti infantili nel terzo mondo causate dalla malattia mano-piede-bocca, ma anche negli Stati Uniti.

## Malattie
Tra le malattie causate dai sierotipi Coxsackie A, la più famosa è la malattia mano-piede-bocca, ma anche congiuntivite emorragica, erpangina, e meningite asettica (per i sierotipi sia A che B). Il Coxsackie B causa anche miocardite e pericardite infettive e pleurodinia (malattia di Bornholm). Secondo recenti ipotesi, i virus Coxsackie produrrebbero alterazioni a carico delle cellule beta del pancreas, fenomeno che quindi li chiama in causa come possibile fattore eziologico del Diabete Tipo I insulino-dipendente. Tuttavia la sua virulenza è strettamente correlata alla funzionalità del sistema immunitario: tale agente infettivo ha maggior facilità a manifestare determinate patologie in un soggetto molto giovane o molto anziano o comunque immunocompromesso piuttosto che in individui adulti e sani.

## Trattamento
Il trattamento dipende dal meccanismo patologico dei singoli virus